# Merovech
Merovech (n. 415 d.Hr., Tournai, Valonia, Belgia – d. 457 d.Hr.) (latină: Meroveus sau Merovius; germană: Merowech; spaniolă: Meroveo; franceză: Mérovée, numele mai este scris și Merovech, Merovich, Merwich) este fondatorul legendar al Dinastiei Merovingiene de regi ai francilor. El era rege al francilor salieni în anii de după 450. Nu există informații contemporane despre el, și există puține informații despre el în istoria ulterioară a francilor. Grigore de Tours îl declară ca posibil fiu al lui Clodio. Se pare că el i-a condus pe franci în Bătălia de la Chalons din 451.